# Бану Аус
Бану Аус (араб. بنو أوس‎) т.е. Сыны (Дети, Потомки, Род, Племя) Ауса также Ауситы — одно из арабских племен в Медине, относящиеся в южно-аравийской ветви (кахтаниты). Во времена Пророка Мухаммада ауситы, наряду с хазраджитами, составляли часть ансаров. Оба племени в доисламскую эпоху были известны под названием Бану Кайла (араб. بنو قيلة‎).

## Этимология
Название племени предположительно восходит своими корнями к словосочетанию Aws Manat, что означает «Дар Манат» (Манат — божество, которому поклонялись ауситы). С принятием ислама название было заменено на Aws Allah — «Дар Аллаха», но в Мединскую конституцию племя вошло лишь под названием Бану Аус.

## Происхождение
Ауситы имели общее происхождение с большим южноарабским племенем Бану Азд. Также они состояли в родстве с Гассанидами .

## История
Изначально проживали в Йемене. Около 300 года ауситы, совместно с племенем Бану аль-Хазрадж, переселились в Ясриб (Медину). Там они стали проживать среди иудейского населения этого места. В течение некоторого времени ауситы проживали под их протекцией и даже вступали в совместные браки. Но постепенно они стали занимать господствующее положение и около V века почти полностью подчинили Ясриб своему контролю.
Спустя некоторое время между ауситами и хазраджитами началась вражда, которая продолжалась около 120 лет, в течение которых два родственных племени были заклятыми врагами. Последним кровавым столкновением ауситов и хазраджитов была битва при Бу’асе (около 619—620 гг), произошедшая за несколько лет до переселения Пророка Мухаммада из Мекки в Медину. В этом сражении Бану Аус одержало победу над хазраджитами, благодаря помощи иудейских племен Бану Курайза и Бану Надир.
Таким образом, племя Бану аль-Хазрадж было вынуждено обратиться за поддержкой в Мекку к курейшитам. Там они встретились с Пророком Мухаммадом, и поняли, что его религия и его протекция может помочь им преодолеть многолетнюю борьбу с ауситами. Принятие ислама хазраджитами подтолкнуло племя Бану Аус к такому же шагу. Оба племени поклялись защищать Мухаммада и оказывать протекцию всем мусульманам, подвергнутым гонениям в Мекке. В истории это событие получило название «первой клятвы Акабы». 12 представителей племен Бану Аус и Бану Хазрадж присягнули Мухаммаду на следующих условиях: не веровать ни в кого, кроме Аллаха, не воровать, не прелюбодействовать, не убивать младенцев, не измышлять лжи и не ослушиваться предписаний пророка. «Вторая клятва Акабы» имела место через год после этого, в 621 году, в ходе которой произошёл договор о переезде Пророка в Ясриб (Медину).
После хиджры вражда между племенами прекратилась. Бану Аус и Бану аль-Хазрадж составили влиятельное сословие ансаров, стоявшее с у истоков мусульманской государственности. В Мединской Конституции они обязуются, согласно своим обычаям, совместно выплачивать дийа (сумму за кровь), и каждая таифа (группа мусульман), по принципу справедливости и разумности, принятую у мусульман, участвует в оплате фийда (выкупа за военнопленных).